# آیزکراوکل
آیزکراوکل (به آلمانی: Ascheraden) شهرکی در لتونی است که  جمعیت ۸٬۶۰۶ نفر دارد و در شهرداری آیزکراوکل واقع شده‌است.